# Stadsskogen, Alingsås

Stadsskogen är ett bostadsområde i Alingsås, beläget i den sydvästra delen av tätorten, öster om sjön Mjörn. Området är ett av de större byggprojekten i Västsverige under senare tid. Under 2006 påbörjades den första etappen med 300 bostäder. När området står klart ska det rymma 1000 nya bostäder, och drygt 3000 personer förväntas bo i området. Arbetet sker i form av ett partnerskap där kommunen och tio byggare ingår.
Stadsskogen ligger högt beläget med vidsträckt utsikt över Mjörn, med gång- och cykelbanor till både Alingsås centrum och badstränder.

## Statistik
Enligt siffror från SCB har området Lövekulle–Stadsskogen ökat med +82 % mellan 2013–2022. Stadsdelen ingår i valkretsen Stadsskogen/Lövekulle, som gemensamt hade 2155 invånare vid riksdagsvalet i september 2022.

## Kommunikationer
Kommunikationerna till och från Stadsskogen och Lövekulle har varit en återkommande fråga för Alingsås kommuns stadsplanering. Redan 2004 framfördes Alingsås kommun i ett planprogram idén om en framtida pendeltågsstation mellan Stadsskogen och Lövekulle. I flera år har det förts diskussioner om att anlägga en ny pendeltågsstation i Lövekulle, vid gränsen till Stadsskogen, för att förbättra kollektivtrafiken och minska bilberoendet. Planerna har aktualiserats i takt med befolkningsökningen i både Stadsskogen och det närliggande området Mjörnstranden, där upp till 1 000 nya bostäder planeras. Hållplats skulle enligt Alingsås kommun även kunna avlasta trafiksituationen i centrum. En av utmaningarna för idén är att Västra stambanan redan är mycket tättrafikerad, vilket gör det svårt att hitta plats för ytterligare ett tågstopp. Ett förslag som lyft fram är att bygga ut ett extraspår för just pendeltågstrafik.